# We Were Happy Then
Albums de Charles Aznavour
I Sing For... You
(1975) A Private Christmas
(1978)
We Were Happy Then est le 10e album studio de Charles Aznavour en anglais. Il sort en 1978.
Cet album a également été édité en 1978 sous le titre Esquire sous étiquette EMI/UK. L'album présente des réenregistrements des titres suivants : I Will Warm Your Heart (2e version), The Happy Days (2e version), Pretty Shitty Days (2e version de Mes emmerdes) et We Had It All (2e version).

## Liste des chansons
| 1. | Then (Mais c'était hier)                                 | Charles Aznavour, Adapt. Herbert Kretzmer           | 03:52 |
| 2. | Let's turn out the light (Éteins la lumière)             | Charles Aznavour, Adapt. Al Kasha - Joel Hirschhorn | 04:19 |
| 3. | I will warm your heart (2e version) (Je te réchaufferai) | Charles Aznavour, Adapt. Gene Lees                  | 03:17 |
| 4. | It's heaven                                              | Charles Aznavour - Sheila Miller / Charles Aznavour | 04:12 |
| 5. | Take me along (Emmenez-moi)                              | Charles Aznavour, Adapt. Dee Shipman                | 03:16 |

| 6.  | The happy days (2e version) (Les jours heureux)      | Charles Aznavour, Adapt. Bradford Craig                        | 04:05 |
| 7.  | You make me hungry for your loving (Par gourmandise) | Charles Aznavour, Adapt. Dee Shipman                           | 03:16 |
| 8.  | Until tomorrow comes (On se réveillera)              | Charles Aznavour / Georges Garvarentz, Adapt. Herbert Kretzmer | 03:49 |
| 9.  | Pretty shitty days (2e version) (Mes emmerdes)       | Charles Aznavour, Adapt. Dee Shipman                           | 03:30 |
| 10. | We had it all (2e version) (Me voilà seul)           | Charles Aznavour / Georges Garvarentz, Adapt. Bradford Craig   | 04:56 |